# ケリー・コリンズ
ケリー・マイケル・コリンズ(Kerry Michael Collins、1972年12月30日 - )は、アメリカ合衆国ペンシルベニア州レバノン 出身のナショナル・フットボール・リーグ(NFL)で17シーズンプレーしたアメリカの元プロフットボール選手。
コリンズは、カロライナ・パンサーズ、ニューオーリンズ・セインツ、ニューヨーク・ジャイアンツ、オークランド・レイダース、テネシー・タイタンズ、インディアナポリス・コルツの6つのNFLチームに所属した。彼はペンシルベニア州立大学ニタニーライオンズで大学フットボールをプレーし、1994年にマックスウェル賞、デイビー・オブライエン賞、サミー・ボートロフィーを受賞した。
1995年のNFLドラフトでエクスパンションにより新たに誕生したカイロライナ・パンサーズから全体5位で指名されたコリンズは、フランチャイズの最初のドラフト指名選手となった。2年目のシーズンには、パンサーズがNFLのエクスパンションチームとして最短でディビジョンを制覇し、NFCに出場することに貢献し、プロボウルの栄誉も獲得した。
コリンズは1999年から2003年までジャイアンツの先発クォーターバックを務め、第35回スーパーボウル出場に導いた。レイダースを経て、2008年にはタイタンズがリーグ最高の13勝3敗を記録するのに貢献し、2度目のプロボウル選出をはたした。最後の3年間はプレー時間が減り、2011年シーズンを最後に引退した。2018年にカレッジフットボール殿堂入りを果たした。

## 経歴

### 高校まで
コリンズはペンシルベニア州レバノン で生まれた。はじめレバノン高等学校に通い、1987年ペンシルベニア州ウェストローンのウィルソン高等学校に転校し、フットボール、バスケットボール、野球をプレーした。

### 大学
ペンシルベニア州立大学へ進学し、1991年から1994年までジョー・パターノヘッドコーチ率いるペンシルベニア州立大学ニタニー・ライオンズでプレーした 。
1994年にはAP通信、ユナイテッド・プレス・インターナショナル、フットボールニュース、全米フットボールライター協会、ウォルター・キャンプ財団、スポーティングニュースからファーストチームの栄誉を受け、コンセンサス・ファーストチームのオールアメリカンに選出。全米の優れた選手に贈られるマックスウェル賞と、全米トップのクォーターバックに贈られるデイビー・オブライエン賞を受賞した。ハイズマン賞の投票では4位に終わった。また、UPIのバック・オブ・ザ・イヤーに選ばれ、 ビッグ・テン・カンファレンス年間最優秀選手賞（Chicago Tribune Silver Football）を受賞した。
シーズンのQBレーティングでNCAA歴代4位となる172.86（最高記録は176.8）を記録した。
総オフェンス(2,660)、パス成功(176)、パスヤード(2,679)、パス成功率(66.7)、試行あたりのヤード(10.15)、QBレーティング(172.86)でペンシルベニア州立大学のシーズン記録を更新した。ミネソタ大学戦では14連続パス成功の記録を作った。コリンズは、キジャナ・カーター、カイル・ブレイディ、ボビー・エングラムなどを擁する爆発的なオフェンスの要であり、14の学校記録更新し、一試合平均得点(47.8ポイント)と一試合平均トータルオフェンス(520.2ヤード)で全米一となった。レギュラーシーズン全勝し、ローズボウルでもオレゴン大学に勝利した。
通算パス獲得ヤード5,304は大学歴代3位の記録である。

#### 大学時代の通算成績
| 1991   | 3   | 6   | 50.0 | 95    | 1  | 1  | 204.7 |
| 1992   | 64  | 137 | 46.7 | 925   | 4  | 2  | 110.1 |
| 1993   | 127 | 250 | 50.8 | 1,605 | 13 | 11 | 113.1 |
| 1994   | 176 | 264 | 66.7 | 2,679 | 21 | 7  | 172.9 |
| Career | 370 | 657 | 56.3 | 5,304 | 39 | 21 | 137.3 |

### プロ
| 6 ft 5 in (196 cm)          | 240 lb (109 kg) | 32+3⁄4 in (83 cm) | 10 in (25 cm) |
| All values from NFL Combine |                 |                   |               |

コリンズは2023シーズン終了時点で、NFL通算パス獲得ヤードで歴代21位、NFL通算パス成功数で歴代21位にランクされている。しかし、TD/INT比とパス成功率はそれほど印象的ではなく、レギュラーシーズンとポストシーズンのパサーレーティングは73.8と75.3であった。また、勝敗もあまり良くなく、レギュラーシーズンの勝率.450、プレーオフの勝率.429であった。多くのチームを渡り歩いたため、マイアミ・ドルフィンズを除く31チームから勝利を上げている。

### カロライナ・パンサーズ
1995年のNFLドラフトで1巡目全体5位で指名されパンサーズに入団、シーズン当初はベテランのフランク・ライクが先発QBだったがバイウィーク明けの第5週タンパベイ・バッカニアーズ戦から先発QBに昇格し、シーズン合計2717ヤード、14タッチダウン・19インターセプト、パス成功率49.4％ながら7勝6敗（チームは7勝9敗）を記録した。
1996年は12試合の先発で9勝3敗（ほかにスティーブ・バーラインが4試合で3勝1敗）をあげNFC西地区優勝に導いた。ディビジョナルプレーオフでダラス・カウボーイズを26-17で破ったが、NFCチャンピオンシップゲームではこの年のスーパーボウルを制覇するグリーンベイ・パッカーズに13-30で敗れた。
1997年は13試合で11タッチダウンに対しリーグ最多の21インターセプトを喫し、チームも7勝9敗に終わった。
1998年もコリンズは先発クォーターバックとしてスタートしたが4連敗した後、コリンズはヘッドコーチのドム・ケイパーズのオフィスに足を踏み入れ、コリンズが後に言ったように、「ケイパーズコーチに、私の心はそこにない、私は幸せではない、そして今はプレーできる気がしないと伝えた」。彼はトレードを求めたが、シーズン途中に解雇された。その後ニューオーリンズ・セインツと契約してシーズンを終えることになった。
コリンズは後に、パンサーズを辞めるつもりはなく数週間だけ休むつもりだったと語っている。しかし、ケイパーズHCは彼の要求を「チームを辞める」と解釈し、コリンズは解雇された。彼は後に、彼の常軌を逸した行動の多くがアルコール依存症によるものであったことを認めた。1998年11月2日、コリンズは飲酒運転で逮捕され、NFLからアルコール依存症の治療を受けるよう命じられた。

### ニューオーリンズ・セインツ
セインツと契約した後、コリンズはシーズン最後の7試合に先発出場したが、2勝にとどまった。1,202ヤードを投げ、4タッチダウン、10インターセプトを記録した。

### ニューヨーク・ジャイアンツ
1999年シーズン、ジャイアンツと契約したコリンズはケント・グラハムに次ぐ第2クォーターバックとしてスタートしたが、グラハムが5勝4敗と苦戦した第11週に先発の座を奪った。しかし2318ヤードを投げて8TD・11INTで2勝5敗に終わった。
2000年シーズン、コリンズは3,610ヤードを投げて22TD・13INTを記録、16試合すべてに先発して12勝4敗でNFC東地区優勝、プレイオフも勝ち抜いて第35回スーパーボウルへ出場した。ボルチモア・レイブンズとの対戦でコリンズはパス39回中15回成功、112ヤードを投げ、インターセプト4回、そのうち1回はリターンタッチダウンを喫し、7-34で完敗した。パサーレーティング7.1は、スーパーボウル史上2番目に悪い数字である。
2001年シーズン、コリンズはNFL記録となるファンブル23回を記録した。
2002年、コリンズは4,073ヤードを投げてジャイアンツの球団パス記録を樹立した。この記録は、2011年にイーライ・マニングによって更新された（4,933ヤード）。
5シーズン、68試合に先発出場し、16,875ヤード、81TD/70INT、35勝33敗を記録した後、コリンズは2004年にジャイアンツから放出された。

#### フランチャイズレコード
2018年現在、ケリー・コリンズは、以下の7つのジャイアンツのフランチャイズ記録を保持していた。
- Most Passing Yards (playoff game): 381 (2001-01-14 MIN)
- Most Passing TDs (playoff game): 5 (2001-01-14 MIN)
- Most Intercepted (playoff season): 6 (2000)
- Best Passer Rating (game): 158.3 (2002-12-22 @IND)
- Most Pass Yds/Game (playoff career): 240.0
- Most Pass Yds/Game (playoff season): 342.0 (2002)
- Most 300+ yard passing games (playoffs): two (tied with イーライ・マニング)

### オークランド・レイダース
ジャイアンツから放出された後、コリンズはオークランド・レイダースと3年1682万ドルの契約を結んだ。コリンズは2004年シーズンをリッチ・ギャノンのバックアップとしてスタートしたが、第3週にギャノンが首を負傷したため、先発の役割を引き継いだ。13試合で3,495ヤードを投げ、21タッチダウン・リーグ最多の21インターセプトを記録、3翔10敗だった。ギャノンはそのまま現役引退した。
2005年シーズンは先発クォーターバックとしてスタートしたが開幕から3連敗するなど負けが込み、第12週のサンディエゴ・チャージャーズ戦で34-10で敗れた後、第13週のジェッツ戦は控えのマルケス・トゥイアソポが先発した。し合いは26-10で敗れ、コリンズは第14週のクリーブランド・ブラウンズ戦で先発に復帰した(ホームで9-7で敗戦)。その後も連敗し4勝11敗（チームは4勝12敗）でシーズンを終えた。レイダースで2シーズンを過ごし、7勝21敗に終わったコリンズは、2006年3月10日に解雇されたが、これは少なくとも部分的にはサラリーキャップのスペースを空けるための動きだった。

### テネシー・タイタンズ
2006年8月28日、コリンズはテネシー・タイタンズと1年契約を結んだ。タイタンズが全敗した3試合を終えた時点で、コリンズはパス成功数が半分以下で、タッチダウン1回、インターセプト6回だった。第2戦で交代出場したビンス・ヤングは、第4戦から先発OBに昇格し、コリンズは出場機会がなかった。
2007年3月5日、タイタンズと再契約した。ビンス・ヤングのバックアップとして6試合に出場（うち先発1試合）した。
2008年9月7日のジャクソンビル・ジャガーズ戦でヤングが負傷した後、コリンズがリリーフして勝利、以降のシーズンの先発クォーターバックに指名された。2008年9月21日、コリンズはNFL史上15人目の35,000ヤード以上のパスを獲得した選手となった。記録まで残り90ヤードでヒューストン・テキサンズとの試合に臨み。第2Qにジャスティン・マカレインズへ17ヤードのパスを成功させ、記録に到達した。
タイタンズは2008年のレギュラーシーズンを13勝3敗で終え、プレーオフのトップシードを獲得した。ディビジョナルラウンドでは、ボルチモア・レイブンズに13-10で敗退した。
コリンズは、2009年のプロボウルにジェッツのクォーターバック、ブレット・ファーブの代役で出場した、これはフィリップ・リバーズが当初のの補欠選手だった。
コリンズは2009年も先発QBとしてのプレーを望み、2009年2月27日にタイタンズと2年1,500万ドル（その内850万ドルが保証）で再契約した。

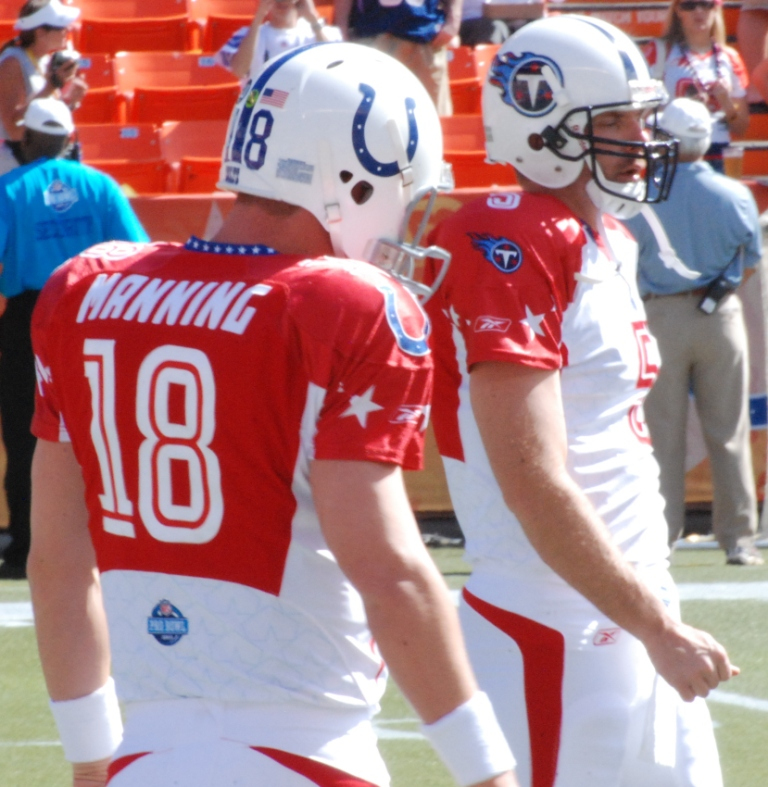
2009年のプロボウルに出場したコリンズ（右）とP.マニング

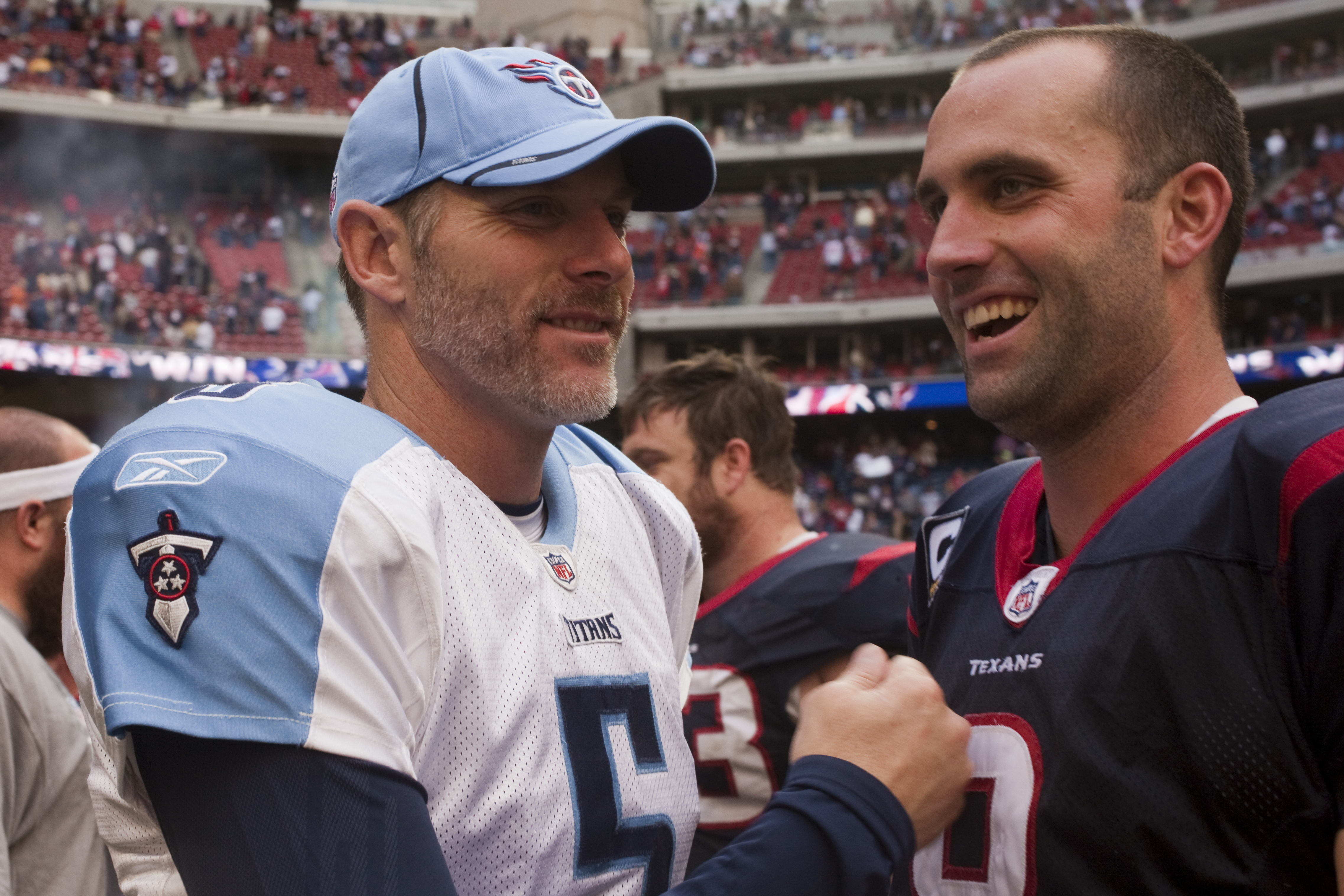
コリンズ(左)とM.ショーブ

2009年シーズン、先発クォーターバックでスタートしたが第6週、タイタンズはニューイングランド・ペイトリオッツに59対0で敗れ、開幕から6連敗となった。
ジェフ・フィッシャーHCは、バイウィーク明けの第8週ジャクソンビル・ジャガーズ戦の3日前に、先発クォーターバックをビンス・ヤングに交代した。フィッシャーは、チームの問題はクォーターバックのプレーとは無関係であると述べ、この決定に反対していると述べたが、タイタンズのオーナーであるバド・アダムスに促されて交代を行った。
ビンス・ヤングはそこから5連勝するなど8勝2敗でチームを8勝8敗まで回復させた。
コリンズは2011年7月7日にNFLからの引退を正式に発表した。

### インディアナポリス・コルツ
2011年8月24日、コリンズは引退を撤回し、インディアナポリス・コルツと1年400万ドルで契約に合意した。
5月に首の手術をして回復途上にあったペイトン・マニングの保険として契約した。
コルツはコリンズを第1週の先発QBに指名し、マニングの227試合連続先発出場(レギュラーシーズン208試合とプレーオフ19試合)記録は途絶えた。
第3週のピッツバーグ・スティーラーズ戦でコリンズは脳震盪のためカーティス・ペインターと交代してIRに入り、彼のシーズンを終えた。
2012年3月8日、コルツは正式にコリンズをアクティブロースターから放出した。

## 年度別成績
| Legend | Legend       |
| ------ | ------------ |
|        | リーグ最高   |
| 太字   | キャリアハイ |

### レギュラーシーズン
| 年度   | チーム | 試合 | 試合 | 試合              | パス      | パス      | パス      | パス        | パス             | パス | パス | パス          | ラン      | ラン        | ラン             | ラン |
| 年度   | チーム | 出場 | 先発 | 先発出場 試合勝敗 | 成功 回数 | 試投 回数 | 成功 確率 | 獲得 ヤード | 平均 獲得 ヤード | TD   | Int  | レイテ ィング | 試行 回数 | 獲得 ヤード | 平均 獲得 ヤード | TD   |
| ------ | ------ | ---- | ---- | ----------------- | --------- | --------- | --------- | ----------- | ---------------- | ---- | ---- | ------------- | --------- | ----------- | ---------------- | ---- |
| 1995   | CAR    | 15   | 13   | 7–6               | 214       | 432       | 49.5      | 2,717       | 6.3              | 14   | 19   | 61.9          | 42        | 74          | 1.8              | 3    |
| 1996   | CAR    | 13   | 12   | 9–3               | 204       | 364       | 56.0      | 2,454       | 6.7              | 14   | 9    | 79.4          | 32        | 38          | 1.2              | 0    |
| 1997   | CAR    | 13   | 13   | 6–7               | 200       | 381       | 52.5      | 2,124       | 5.6              | 11   | 21   | 55.7          | 26        | 65          | 2.5              | 1    |
| 1998   | CAR    | 4    | 4    | 0–4               | 76        | 162       | 46.9      | 1,011       | 6.2              | 8    | 5    | 70.8          | 7         | 40          | 5.7              | 0    |
| 1998   | NO     | 7    | 7    | 2–5               | 94        | 191       | 49.2      | 1,202       | 6.3              | 4    | 10   | 54.5          | 23        | 113         | 4.9              | 1    |
| 1999   | NYG    | 10   | 7    | 2–5               | 191       | 332       | 57.5      | 2,316       | 7.0              | 8    | 11   | 73.3          | 19        | 36          | 1.9              | 2    |
| 2000   | NYG    | 16   | 16   | 12–4              | 311       | 529       | 58.8      | 3,610       | 6.8              | 22   | 13   | 83.1          | 41        | 65          | 1.6              | 1    |
| 2001   | NYG    | 16   | 16   | 7–9               | 327       | 568       | 57.6      | 3,764       | 6.6              | 19   | 16   | 77.1          | 39        | 73          | 1.9              | 0    |
| 2002   | NYG    | 16   | 16   | 10–6              | 335       | 545       | 61.5      | 4,073       | 7.5              | 19   | 14   | 85.4          | 44        | -3          | -0.1             | 0    |
| 2003   | NYG    | 13   | 13   | 4–9               | 284       | 500       | 56.8      | 3,110       | 6.2              | 13   | 16   | 70.7          | 17        | 49          | 2.9              | 0    |
| 2004   | OAK    | 14   | 13   | 3–10              | 289       | 513       | 56.3      | 3,495       | 6.8              | 21   | 20   | 74.8          | 16        | 36          | 2.3              | 0    |
| 2005   | OAK    | 15   | 15   | 4–11              | 302       | 565       | 53.5      | 3,759       | 6.7              | 20   | 12   | 77.3          | 17        | 39          | 2.3              | 1    |
| 2006   | TEN    | 4    | 3    | 0–3               | 42        | 90        | 46.7      | 549         | 6.1              | 1    | 6    | 42.3          | 0         | 0           | 0.0              | 0    |
| 2007   | TEN    | 6    | 1    | 1–0               | 50        | 82        | 61.0      | 531         | 6.5              | 0    | 0    | 79.9          | 3         | -3          | -1.0             | 0    |
| 2008   | TEN    | 16   | 15   | 12–3              | 242       | 415       | 58.3      | 2,676       | 6.4              | 12   | 7    | 80.2          | 25        | 49          | 2.0              | 0    |
| 2009   | TEN    | 7    | 6    | 0–6               | 119       | 216       | 55.1      | 1,225       | 5.7              | 6    | 8    | 65.5          | 11        | 15          | 1.4              | 1    |
| 2010   | TEN    | 10   | 7    | 2–5               | 160       | 278       | 57.6      | 1,823       | 6.6              | 14   | 8    | 82.2          | 10        | 1           | 0.1              | 0    |
| 2011   | IND    | 3    | 3    | 0–3               | 48        | 98        | 49.0      | 481         | 4.9              | 2    | 1    | 65.9          | 2         | -1          | -0.5             | 0    |
| Career | Career | 198  | 190  | 81–99             | 3,487     | 6,261     | 55.7      | 40,922      | 6.5              | 208  | 196  | 73.8          | 374       | 686         | 1.8              | 10   |

### プレイオフ
| 年度   | チーム | 試合 | 試合 | 試合              | パス      | パス      | パス      | パス        | パス             | パス | パス | パス          | ラン      | ラン        | ラン             | ラン |
| 年度   | チーム | 出場 | 先発 | 先発出場 試合勝敗 | 成功 回数 | 試投 回数 | 成功 確率 | 獲得 ヤード | 平均 獲得 ヤード | TD   | Int  | レイテ ィング | 試行 回数 | 獲得 ヤード | 平均 獲得 ヤード | TD   |
| ------ | ------ | ---- | ---- | ----------------- | --------- | --------- | --------- | ----------- | ---------------- | ---- | ---- | ------------- | --------- | ----------- | ---------------- | ---- |
| 1996   | CAR    | 2    | 2    | 1–1               | 31        | 59        | 52.5      | 315         | 5.3              | 3    | 3    | 63.9          | 7         | 4           | 0.6              | 0    |
| 2000   | NYG    | 3    | 3    | 2–1               | 56        | 98        | 57.1      | 622         | 6.4              | 5    | 6    | 67.3          | 11        | 29          | 2.6              | 0    |
| 2002   | NYG    | 1    | 1    | 0–1               | 29        | 43        | 67.4      | 342         | 8.0              | 4    | 1    | 112.7         | 0         | 0           | 0.0              | 0    |
| 2008   | TEN    | 1    | 1    | 0–1               | 29        | 42        | 61.9      | 281         | 6.7              | 0    | 1    | 71.6          | 1         | 0           | 0.0              | 0    |
| Career | Career | 7    | 7    | 3–4               | 145       | 242       | 59.7      | 1,560       | 6.5              | 12   | 11   | 75.3          | 19        | 33          | 1.7              | 0    |

## MLBドラフト
コリンズは1990年のMLBドラフト26巡目でデトロイト・タイガースに指名されたが、ペンシルベニア州立大学への進学を選んだ。デトロイトは1991年のアマチュアドラフトの60巡目で彼を指名したが、やはり契約しなかった。彼は1994年のドラフト48巡目でトロント・ブルージェイズに指名されたが、再び契約しなかった。

## 私生活
コリンズは、2000年にジョージ・ストレイトのコンサートで出会ったブルック・アイゼンアワーと結婚した。彼らには娘が一人いる。

### アルコール依存症との闘い

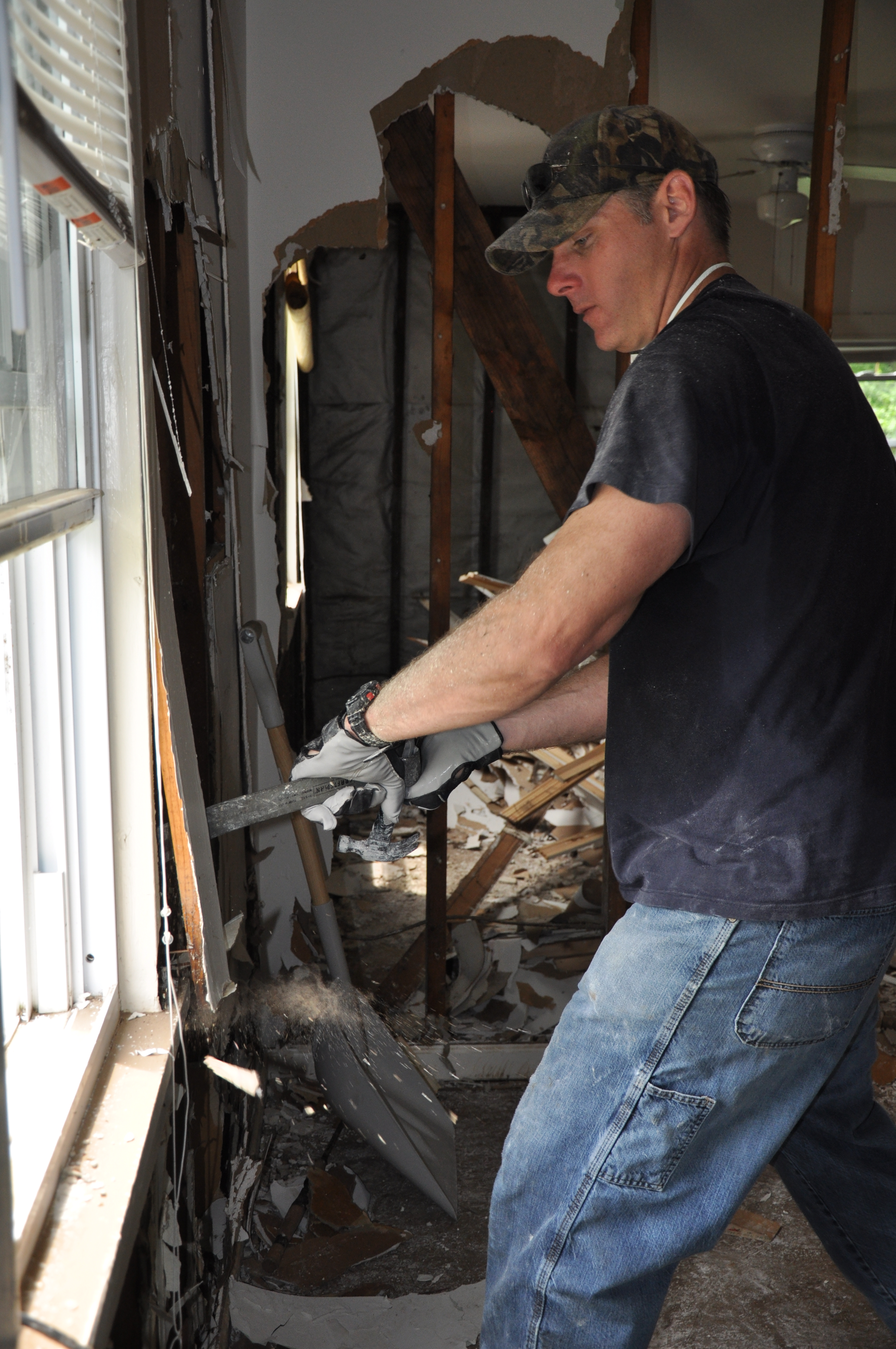
ナッシュビルの洪水で街が被害を受けた後の家屋の清掃を手伝うコリンズ

1997年のシーズンが始まる前、コリンズのアルコール依存症との個人的な闘いが公の見出しを飾り始めた。カロライナ・パンサーズのトレーニングキャンプの最終日の夜、コリンズはサウスカロライナ州スパルタンバーグのバーで、酔っ払った状態で黒人のチームメイト、ムシン・ムハンマドを引き合いに出し、人種差別的な言葉を使ったことが大々的に報じられた。さらにコリンズはヒスパニック系のオフェンシブラインマン、ノルベルト・ガリードを中傷しためガリードがコリンズの目を殴ったとの広く噂されていたが、これは後に誤りであることが証明された。
1998年11月2日、コリンズはノースカロライナ州シャーロットで飲酒運転で逮捕された。こういったこともありチームから解雇されてニューオーリンズ・セインツへ移籍、1998年のシーズンを終え、1999年2月19日にフリーエージェントとしてニューヨーク・ジャイアンツと契約した。
ジャイアンツと契約する少し前に、コリンズはアルコール依存症の治療を受けることを決意し、カンザス州トピカのリハビリテーションクリニックに入所し、4年間治療を受け続けた。
後にテネシー・タイタンズ在籍時、彼は1997年の人種差別事件について再び言及し、「みんながあんなふうに話し合っていて、僕も面白くしようとしていたし、自分にもできると思ったんだ。私はそれにとても動揺した。それは悪い判断だった。私は残りのキャリアで人種差別主義者のレッテルを貼られる可能性があった。チームメイトに対してその言葉を使った方法を受け入れなければならなかった。非常に貧弱な判断だった。私は、どんな文脈でもその言葉を使えるとは思っていなかった」